# Габріель Шюррер
Габріель Шюррер (ісп. Gabriel Schürrer, нар. 16 серпня 1971, Рафаела) — аргентинський футболіст, що грав на позиції захисника. По завершенні ігрової кар'єри — тренер. Виступав за низку аргентинських та закордонних клубів, а також національну збірну Аргентини. Чемпіон Іспанії. Дворазовий чемпіон Греції. Володар Кубка Греції.

## Клубна кар'єра
У професійному футболі Габріель Шюррер дебютував 1989 року виступами за команду «Атлетіко Рафаела», в якій грав до 1990 року. У 1990 році футболіст перейшов до складу клубу «Ланус», у якому грав до 1996 року, та став у його складі одним із основних гравців захисної ланки команди.
У 1996 році Шюррер перейшов до складу іспанської команди «Расінг», у якій грав до 1998 року. У 1998 році аргентинський захисник перейшов до складу клубу «Депортіво», у складі якого в сезоні 1999—2000 років став чемпіоном Іспанії. З 2000 до 2002 року футболіст грав у складі іншої іспанської команди «Лас-Пальмас», а в 2002—2004 роках грав у складі іспанського клубу «Реал Сосьєдад».
У 2004 році Габріель Шюррер перейшов до складу грецького клубу «Олімпіакос», у якому грав до 2006 року. Протягом цього часу аргентинець двічі виборював титул чемпіона Греції, та став володарем Кубка Греції. Завершив ігрову кар'єру футболіст у команді «Малага», за яку виступав протягом 2006—2007 років.

## Виступи за збірну
У 1995 році Габріель Шюррер дебютував у складі національної збірної Аргентини. У складі збірної Шюррер був учасником Кубка Америки 1995 року, на якому аргентинська збірна вибула в чвертьфіналі. Після 1995 року до збірної не викликався, загалом провів у її складі 4 матчі, в яких забитими голами не відзначився.

## Кар'єра тренера
Невдовзі по завершенні кар'єри гравця Габріель Шюррер розпочав тренерську кар'єру, і в 2010 році він очолив тренерський штаб свого колишнього клубу «Ланус», у якому працював до 2012 року. У 2012 році Шюррер став головним тренером команди «Архентінос Хуніорс», у якій працював до 2013 року.
У 2014 році Габріель Шюррер очолив тренерський команди «Крусеро-дель-Норте», проте вже наступного року перейшов на роботу до клубу «Хімнасія і Есгріма» (Жужуй). З початку 2016 року тренер очолив аргентинський клуб «Сарм'єнто», проте ще цього року аргентинський спеціаліст вирушив на роботу до Еквадору, де до 2019 працював із клубами «Депортіво Куенка», «Індепендьєнте дель Вальє» та «Аукас». У 2020 році Шюррер очолював болівійський клуб «Блумінг», а в 2021 році працював із аргентинським клубами «Атлетіко Мітре» та «Трістан-Суарес». У 2022 році тренер удруге за кар'єру очолив еквадорський клуб «Депортіво Куенка». У 2023 році Габріель Шюррер очолював грецький клуб «Панетолікос».

## Титули і досягнення
- Чемпіон Іспанії (1):

«Депортіво»: 1999–2000
- Чемпіон Греції (2):

«Олімпіакос»: 2004–2005, 2005–2006
- Володар Кубка Греції (1):

«Олімпіакос»: 2004–2005